# 逸脱酵素
逸脱酵素（いつだつこうそ）とは、本来細胞内で働いている酵素が何らかの理由で血液中に流出したものである。
流出する理由としては、細胞自体の破壊、もしくは細胞膜の透過性亢進などで、多くの場合は組織障害に由来している。
臨床上、逸脱酵素の血中濃度を測定することで臓器がダメージを受けていないかを推測することが可能で、臨床検査の一環として頻繁に行われている。
また、一部の酵素は単に組織障害の指標となるだけでなく、それ自体が全身に障害を与える危険性を持っている。アミラーゼやリパーゼなどの、膵臓から逸脱する消化酵素がその代表である。

## 主な逸脱酵素
- AST(GOT) - ALT(GPT) - LDH - ALP - γ-GTP
- CK(CPK) - アミラーゼ - リパーゼ